# Петко Момчилов
Петко Иванов Момчилов е български архитект.

## Биография
Петко Момчилов е роден на 2 октомври 1864 г. в гр. Горна Оряховица. Семейството е на известния просветител Иван Момчилов, който основава Еленската даскалоливница.
Завършва Мъжката гимназия във Варна през 1885 г. и практикува учителската професия в града до 1887 г. След учението си в Мюнхен, през 1892 г. завършва университета в Прага със специалност архитектура. Освен проектант на красивата Варненска Девическа гимназия е автор на разнообразна по замисъл и форма архитектура, която се откроява с оригинален художествен образ и синтез. Във Варна арх. Момчилов проектира и сградата на митрополията с красиви неовизантийски елементи. Сред негови осъществени проекти са едни от най-емблематичните сгради на София от началото на века: Централната минерална баня, черквата „Св. Седмочисленици“, Синодалната палата. Почитан е от европейските си колеги, които ласково се отзовават на композиционното му умение, с което са решени функционалните проблеми на неговите обекти.
Още като студент е деен участник в различни конкурси. През 1892 г. печели конкурси за изграждането на два моста в Европа: в Будапеща на кралица Елизабет Брюне и Литийният мост на река Нева в Санкт Петербург. Но след разглеждане и оценяване на конкурсните работи, арх. Момчилов остава на второ място, а призовата награда е връчена на инж. Густав Айфел. През същата 1892 г. Петко Момчилов получава 1-ва награда на международния конкурс за проекта си за ЖП гара с хотел в Букурещ.
Негови са проектите на гимназиите в Ловеч, Велико Търново и Пловдив, Сливенските минерални бани, Българска народна банка, Централен софийски затвор, Александровска болница, Майчин дом в София и много други. Петко Момчилов е първият почетен гражданин на Горна Оряховица (1898).
На 18 януари 1923 г. България се разделя с един от най-великите си архитекти.

## Проекти
- В София
  - Преустройството на джамията Коджа дервиш Мехмед паша в днешната църква Свети Седмочисленици (съвместно с Йордан Миланов)
  - Александровска болница (1884; съвместно с Йордан Миланов)
  - Майчин дом, ул. „Братя Миладинови“ №112[1]
  - Синодалната палата (1908; съвместно с Йордан Миланов)
  - Къща на Теодор Теодоров, днес Ресторант „Крим“, ул. „Славянска“ №17 (1910)
  - Централен Софийски затвор, бул. „Ген. Н. Столетов“ №21 (1911)
  - Централна минерална баня, пл. „Бански“ №1 (1913; съвместно с Йордан Миланов)
- Сливенски минерални бани
- Гимназия в Пловдив
- Девическа гимназия във Варна, днес Варненски археологически музей (1892 – 1898)
- Гимназия в Търново
- Гимназия в Ловеч

## Неговото име носят
- Улица в София (Карта)
- Улица във Варна (до 1991 год. се е наричала „Михаил Фрунзе“). Интересен факт е, че името на арх. П.Момчилов е било сгрешено при преименуването на улицата през 1991 год. Улицата се е наричала „Арх. П. Момилов“ до 2010 г., когато грешката е била поправена. [2][3]